# Cyrtopodium cipoense
Cyrtopodium cipoense är en orkidéart som beskrevs av Lou Christian Menezes. Cyrtopodium cipoense ingår i släktet Cyrtopodium, och familjen orkidéer. Inga underarter finns listade i Catalogue of Life.